# Victor-Maurice de Broglie
Victor-Maurice, comte de Broglie (1647 – 1727) fou un militar francès, mariscal de França.

## Orígens familiars
Victor Maurice era fill de François-Marie de Broglie, comte de Broglie i d'Olympe de Vassal, comtessa de Favria.
|  |                                              |  |  |  |  |  |  |  |  |  |  |  |  |  |  |  |
|  | 4. Amadeo di Broglia                         |  |  |  |  |  |  |  |  |  |  |  |  |  |  |  |
|  |                                              |  |  |  |  |  |  |  |  |  |  |  |  |  |  |  |
|  |                                              |  |  |  |  |  |  |  |  |  |  |  |  |  |  |  |
|  | 2. Francesco Maria di Broglia                |  |  |  |  |  |  |  |  |  |  |  |  |  |  |  |
|  |                                              |  |  |  |  |  |  |  |  |  |  |  |  |  |  |  |
|  |                                              |  |  |  |  |  |  |  |  |  |  |  |  |  |  |  |
|  | 1. Victor-Maurice de Broglie                 |  |  |  |  |  |  |  |  |  |  |  |  |  |  |  |
|  |                                              |  |  |  |  |  |  |  |  |  |  |  |  |  |  |  |
|  |                                              |  |  |  |  |  |  |  |  |  |  |  |  |  |  |  |
|  | 6. Jean François de Vassals, comte de Favria |  |  |  |  |  |  |  |  |  |  |  |  |  |  |  |
|  |                                              |  |  |  |  |  |  |  |  |  |  |  |  |  |  |  |
|  |                                              |  |  |  |  |  |  |  |  |  |  |  |  |  |  |  |
|  | 3. Olympe de Vassal, comtessa de Favria      |  |  |  |  |  |  |  |  |  |  |  |  |  |  |  |
|  |                                              |  |  |  |  |  |  |  |  |  |  |  |  |  |  |  |
|  |                                              |  |  |  |  |  |  |  |  |  |  |  |  |  |  |  |

## Carrera militar
Oficial de cavalleria als dinou anys, va servir a la guerra francoholandesa a les ordres del Gran Condé i del vescomte de Torena i participà en els setges de Charleroi, Tournai, Lilla i Maastricht.

## Núpcies i descendència
Es va casar el 29 d'agost de 1666 amb Marie de Lamoignon, filla de Guillaume de Lamoignon, primer president del Parlament de París. D'aquest matrimoni nasqueren vuit fills:
- Joseph-Hyacinthe (1667-1693), mort al setge de Charleroi
- Charles-Guillaume (1669-1751), marquès de Broglie, tinent general el 1718.
- Achille-Joseph (1670?-1758)
- François-Marie (1671-1745), mariscal de França, duc de Broglie
- Achille (1672-1750), senyor de l'Helloy, anomenat el cavaller de Broglie
- Charles-Maurice (1682-1766), abat de Cernay.
- Victor (1689-1719)
- Marie-Madeleine, morta el 1699.